# تاکدا نوبوکیو
تاکدا نوبوکیو (به ژاپنی: 武田 信清 たけだ のぶきよ) (زمان حیات ۱۶۴۲–۱۵۶۰ میلادی) یک سامورایی از دوره آزوچی-مومویاما تا دوره ادو، هفتمین پسر تاکدا شینگن از همسر غیراصلی اش نزوگوریونین بود.

## خواهر و برادران
- مادر سانجونوکاتا، همسر کی‌شیتسو/ (زن اصلی بعد از مرگ یا طلاق زن اصلی نخست)
  - تاکدا یوشی‌نوبو پسر ارشد
  - تاکدا نوبوچیکا پسر دوم
  - اوبا-این دختر ارشد (همسر هوجو اوجیماسا)
  - تاکدا نوبویوکی پسر سوم
  - کنشو-این دومین دختر، همسر (آنایاما نوبوکیمی یکی از بیست و چهار ژنرال تاکدا شینگن)
- شینریو-این سومین دختر، همسر (کیسو یوشیماسا) یکی از بیست و چهار ژنرال تاکدا شینگن)
- مادر سووا گوریونین
  - تاکدا کاتسویوری/(سووا کاتسویوری)، چهارمین پسر جانشین شینگن
- مادر آبوراکاوا فوجین
  - تاکدا مورینوبو/نیشینا مورینوبو، پنجمین پسر
  - کیکوهیمه (همسر اوئه‌سوگی کاگه‌کاتسو) پنجمین دختر، (همسر اصلی اوئه‌سوگی کاگه‌کاتسو)
  - شین شونی/ماتسوهیمه ششمین دختر (نامزد با اودا نوبوتادا)
  - کاتسورایاما نوبوسادا ششمین پسر